# Smicridea fasciatella
Smicridea fasciatella är en nattsländeart som beskrevs av Mclachlan 1871. Smicridea fasciatella ingår i släktet Smicridea och familjen ryssjenattsländor. Inga underarter finns listade i Catalogue of Life.